# Torrefarrera
Torrefarrera é um município da Espanha na comarca de Segrià, província de Lérida, comunidade autónoma da Catalunha. Tem 23,5 km² de área e em 2021 tinha 4 702 habitantes (densidade: 200,1 hab./km²).

## Demografia
| Variação demográfica do município entre 1991 e 2004[carece de fontes?] | Variação demográfica do município entre 1991 e 2004[carece de fontes?] | Variação demográfica do município entre 1991 e 2004[carece de fontes?] | Variação demográfica do município entre 1991 e 2004[carece de fontes?] |
| ---------------------------------------------------------------------- | ---------------------------------------------------------------------- | ---------------------------------------------------------------------- | ---------------------------------------------------------------------- |
| 1991                                                                   | 1996                                                                   | 2001                                                                   | 2004                                                                   |
| 1524                                                                   | 1593                                                                   | 1992                                                                   | 2203                                                                   |